# غرانت مونرو (مخرج)
غرانت مونرو هو رسام رسوم متحركة ومخرج كندي، ولد في 25 أبريل 1923 في وينيبيغ في كندا، وتوفي في 9 ديسمبر 2017 في مونتريال في كندا بسبب مرض.

## وصلات خارجية
- غرانت مونرو على موقع IMDb (الإنجليزية)
- غرانت مونرو على موقع أول موفي (الإنجليزية)
- غرانت مونرو على موقع قاعدة بيانات الأفلام السويدية (السويدية)
- غرانت مونرو على موقع قاعدة بيانات الفيلم (الإنجليزية)
- غرانت مونرو على موقع كينوبويسك (الروسية)